# Носов Владислав Васильович
Владисла́в Васи́льович Но́сов (нар. 19.04.1946, місто Совєтська Гавань, Хабаровський край, РСФРР) — український юрист, державний діяч, державний службовець, один з авторів тексту чинної Конституції України, народний депутат України I та II скликань, Постійний представник Президента України в Конституційному Суді України з 25 травня 1998 до 22 січня 2005 року.

## Життєпис

### Ранні роки

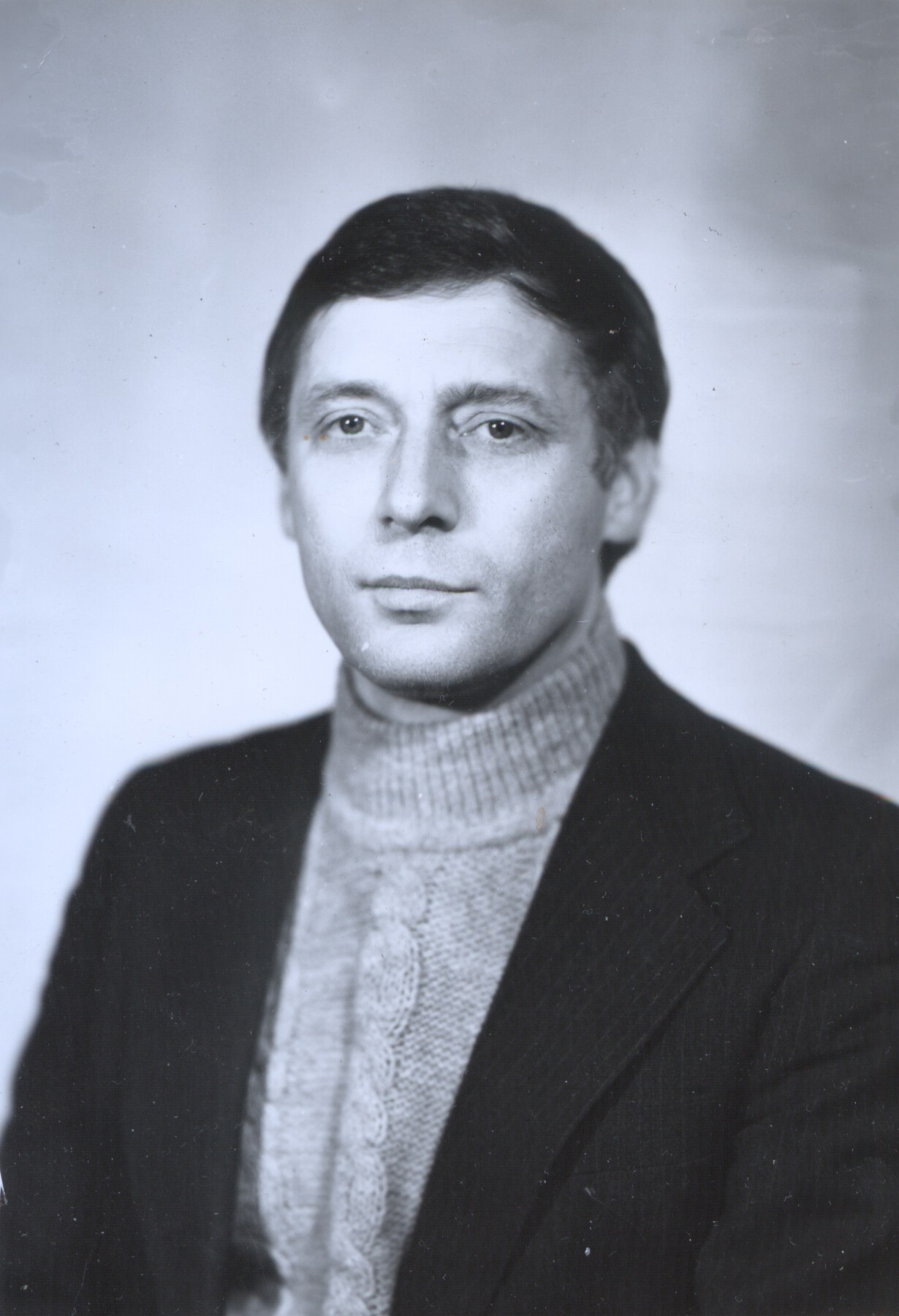
Носов Владислав Васильович напередодні виборів до Верховної Ради УРСР в 1990 році.

Народився 19 квітня 1946 року в місті Совєтська Гавань, Хабаровський край, РСФРР, у родині державних службовців. У ранньому віці переїхав на територію України. Захоплювався радіомоделюванням, інженерією. В 1964 році вступив до Львівського політехнічного інституту на радіотехнічний факультет та закінчив його в 1969 році. За розподілом був направлений на Полтавський оборонний завод «Знамя». Обіймав посаду інженера-конструктора, провідного інженера (1969—1983 роки). У 1983—1986 роках був призначений завідувачем сектору проектування електронних систем управління Полтавського проектно-конструкторського технологічного інституту. У 1986 році переведений до Полтавського заводу штучних алмазів і алмазного інструмента на посаду старшого інженера-електронника, яку займав до 1990 року.
Під час роботи на інженерних посадах займав активну громадянську позицію, зокрема в частині відстоювання прав працівників на отримання окремого житла. Вступив у конфлікт з партійним керівництвом заводу, яке відмовлялося надавати робітникам житло, що мало бути виділене їм згідно з законом. Здобув значний авторитет серед співробітників, завдяки чому на чергових парламентських виборах був висунутий кандидатом у депутати Верховної Ради УРСР трудовим колективом Полтавського заводу штучних алмазів і алмазного інструменту.

### Політична діяльність
15 травня 1990 року був обраний народним депутатом України XIII (І) скликання від Октябрського виборчого округу № 318 в Полтавській області, здобувши абсолютну перемогу в першому турі серед трьох претендентів із результатом у 87,38 %. Під час парламентської діяльності не входив до жодної партії (був безпартійним). Був обраний складу Комісії у питаннях законодавства і законності. Став співавтором Декларації про державний суверенітет України та Акту проголошення незалежності України. Разом з членами Комісії по розробці нової Конституції Української РСР представив проект нової Конституції України. Брав безпосередню участь у розробці Регламенту Верховної Ради України у складі сформованої Президією ВР робочої групи по доопрацюванню проекту Регламенту Верховної Ради України.
У 1994 році на чергових виборах до Верховної Ради України II скликання здобув перемогу в 319 виборчому окрузі в місті Полтава, 11 травня 1994 отримав депутатський мандат. Обраний до Комітету Верховної Ради України з питань бюджету. Завдяки його діяльності у складі Комітету бюджетні асигнування на потреби Полтавської області у загальному списку асигнувань по регіонах України перемістилися за розміром з 17 на 6 місце. Під час розробки нового проекту Конституції України перебував у складі Конституційної комісії: спочатку як її член, потім як секретар. Разом із членами Комісії, зокрема майбутнім першим Головою Конституційного Суду України Юзьковим Леонідом Петровичем, представив у Верховній Раді України проект нової Конституції України, пізніше ухвалений під час так званої «Конституційної ночі». Під час II скликання вступив на юридичний факультет Київського національного університету імені Тараса Шевченка і навчався на ньому паралельно з парламентською і законотворчою діяльністю. Закінчив університет з відзнакою у 1996 році.

### Робота в Адміністрації Президента

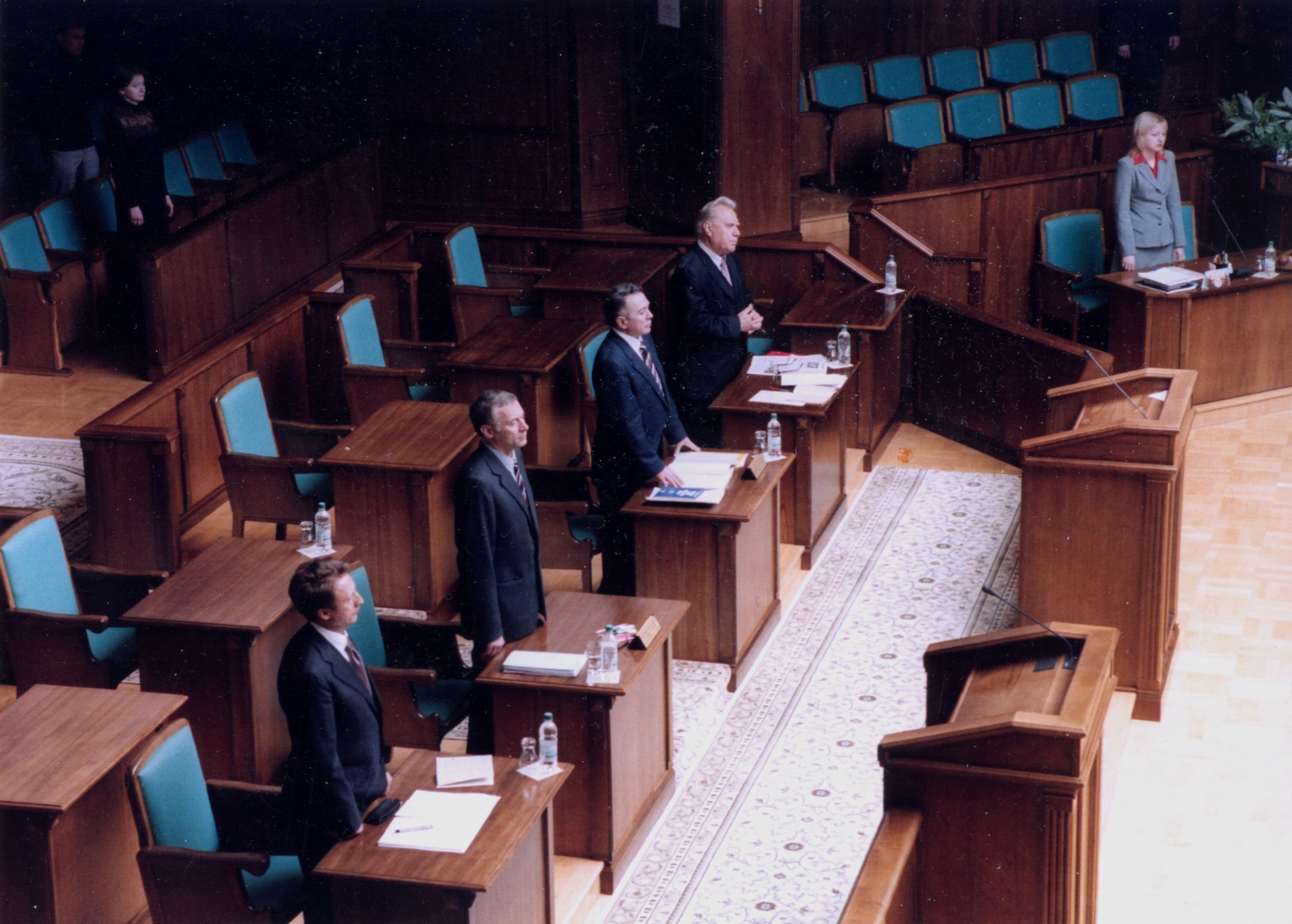
Носов Владислав Васильович на слуханні в Конституційному Суді України щодо законності передачі НАКу «Нафтогаз України» держпакетів акцій товариств «Укртатнафта» та «Галичина».

В 1998 році у вищому керівному корпусі Адміністрації Президента України була утворена нова посада Постійного представника Президента України у Конституційному Суді України, яка за своїм статусом відповідала заступнику Голови Адміністрації Президента. Владислав Носов був запрошений Президентом України Леонідом Кучмою обійняти цю посаду як один з авторів тексту чинної Конституції. Носов прийняв пропозицію Президента за умови повного захисту своєї діяльності на посаді від політичного впливу, наголосивши, що в роботі буде керуватися лише правовими принципами. Однією з його умов при вступі на посаду була повна незалежність від керівництва Адміністрації Президента, підпорядкованість лише Президенту України. Після вступу на посаду він отримав II ранг державного службовця, а через декілька місяців І ранг.
Відстоював позицію Президента України на постійній основі у практично всіх справах, які розглядалися Конституційним Судом України з 1998 по 2005 рік, у тому числі найбільш резонансних (щодо скасування смертної кари, щодо безкоштовної шкільної освіти, щодо повноважень Президента України тощо). Робота Владислава Носова в Конституційному Суді України була високо оцінена Президентом: у 2000 році він став кавалером ордена «За заслуги», у 2004 йому надано почесне звання заслуженого юриста України. Під час представництва інтересів Президента України у Конституційному Суді повністю припинив виступи у ЗМІ, пізніше згадуючи про цей період:

У мене також була домовленість з Леонідом Даниловичем про те, що я не буду коментувати в пресі діяльність КС — цим має займатися прес-центр самого суду. Посада Представника Президента в КС у певній мірі представницька: висловлю особисту позицію у ЗМІ, а народ вирішить, що я висловивився від імені голови держави.
Оригінальний текст (рос.)
У меня также была договоренность с Леонидом Даниловичем о том, что я не буду комментировать в прессе деятельность КС — этим должен заниматься пресс-центр самого суда. Должность представителя президента в КС в какой-то мере представительная: выражу личное мнение в СМИ, а народ решит, что я высказался от имени главы государства.

У 2005 році вийшов на пенсію. Після того його неодноразово запрошували та призначали експертом з питань застосування та внесення змін до Конституції України. В 2012 році на запрошення Першого Президента України Леоніда Кравчука увійшов до науково-експертної групи зі створення Конституційної Асамблеї. Нині бере участь як експерт у наукових заходах, круглих столах, обговореннях з питань Конституції України та Регламенту Верховної Ради України.
19 серпня 2016 року за значні особисті заслуги у становленні незалежної України був нагороджений Президентом України Петром Порошенком державною нагородою, відзнакою «25 років незалежності України».

## Оцінка діяльності
Як один з найбільш активних народних депутатів, які підтримали проголошення незалежності України, зображений у першому ряді полотна «Державотворення» художника О. Г. Кулакова, яке нині розміщено на 2-му поверсі Верховної Ради України.
Під час парламентської діяльності був відомий за свій прямий та критичний стиль виступів. У суперечках з колегами-депутатами щодо проблемних питань законотворчої діяльності для підкріплення своєї позиції нерідко використовував саркастичні приклади завідомо абсурдних ситуацій, що можуть виникнути при застосуванні законопроектів з прогалинами.
Вважається автором Регламенту Верховної Ради України, чий внесок був визначальним. Нинішній суддя Конституційного Суду України Сергій Володимирович Сас під час свого виступу в парламенті так оцінював діяльність Владислава Васильовича:

Хотілося б наголосити на тому неоціненному внеску, який зробив народний депутат першого і другого скликань Владислав Носов не тільки як автор визначальних за своїм значенням розділів чинного Регламенту, а в першу чергу як автор першої в Україні розробки теорії парламентської процедури, яка цінна перш за все тим, що практично застосовується у повсякденній роботі парламенту.

За роки політичної роботи здобув авторитет, зокрема за некорупційність, відсутність випадків зловживання службовим становищем.

## Цікаві факти
- Під час роботи в Адміністрації Президента України, незважаючи на перебування у ближньому колі Президента України Леоніда Даниловича Кучми та І ранг державного службовця (прирівняний до військового звання генерала армії України), за спогадами колег відмовився від привілею урядового автомобіля з водієм, надавши перевагу пересуванню у громадському транспорті.
- Гостро критикував систему бібліотечного наповнення профільними юридичними книжками урядових бібліотек України. Звертався до Голови Верховної Ради України Арсенія Яценюка з проханням виділити для Бібліотеки Верховної Ради більше приміщення, ніж приміщення «площі трикімнатної хрущівки», яке вона займала. Особисто купував рідкісні видання юридичної літератури на книжковому ринку для наповнення урядових бібліотек[9].

## Відзнаки та нагороди
- Відзнака Президента України — ювілейна медаль «25 років незалежності України» (2016).[18]